# Titus Manlius Torquatus (consul en -299)
Pour les articles homonymes, voir Titus Manlius Torquatus.
Titus Manlius Torquatus est un homme politique de la République romaine, appartenant à la gens des Manlii. Il est le père d'Aulus Manlius Torquatus Atticus (consul en 244 et 241 av. J.-C.) et de Titus Manlius Torquatus (consul en 235 et 224 av. J.-C.).
En 299 av. J.-C., il est consul, avec son collègue au consulat Marcus Fulvius Paetinus, il poursuit le siège de la ville de Nequinum, près de l'actuelle Narni, en Ombrie, commencé par le consul Quintus Appuleius Pansa. Il meurt avant la fin de son mandat, d'une chute de cheval, lors d'une campagne en Étrurie. Il est remplacé par Marcus Valerius. 